# Drynaria willdenowii
Drynaria willdenowii är en stensöteväxtart som först beskrevs av Jean Baptiste Bory de Saint-Vincent, och fick sitt nu gällande namn av Moore. Drynaria willdenowii ingår i släktet Drynaria och familjen Polypodiaceae. Inga underarter finns listade.